# Радиология
Радиоло́гия (от лат. radius «луч» + λόγος — «учение, наука») — раздел медицины, изучающий применение лучевых методов для диагностики (радиодиагностика) и лечения (радиотерапия) различных заболеваний, а также заболевания и патологические состояния, возникающие при воздействии ионизирующих излучений на организм человека.
В развитие этого направления внесли вклад многие учёные: Рентген, Беккерель, супруги Мария и Пьер Кюри и пр. Руки супругов Кюри покрылись ранами от постоянного контакта с радиоактивными образцами, что стимулировало возникновение идеи об использовании радия в медицинской практике. Пьер Кюри подчеркнул это обстоятельство в Нобелевской речи, с которой выступил 5 июня 1905 года.
Код науки по 4-значной классификации ЮНЕСКО (англ.) — 3201.11 (раздел — медицина).
Первоначально радиология была аспектом медицинской науки, в котором рассматриваются возможности использования электромагнитной энергии, выделяемой рентгеновскими аппаратами или другими подобными приспособлениями с целью получения визуальной информации для медицинского исследования. Радиология, которая включает в себя использование рентгеновского излучения, называется рентгенологией. Сегодня медицинская визуализация больше не ограничивается использованием рентгеновского излучения, а включает в себя исследования с помощью высокочастотных волн, магнитных полей и др.излучений.
Международный день радиологии отмечается ежегодно с 8 ноября 2012 года.

## Классификация радиологических методов
Радиология
- Радиодиагностика
  - Радиография
  - Радиоизотопная диагностика
    - in vivo
      - позитронно-эмиссионная томография

    - in vitro

  - Интервенционная (сочетание диагностики и лечения)
  - Рентгенодиагностика
    - Ангиография
    - Компьютерная томография
    - Рентгеноскопия
    - Рентгенография
    - Флюорография
- Радиотерапия
  - Нейтрон-захватная терапия
  - Брахитерапия
  - Рентгенотерапия